# Decimo Giunio Bruto Albino
Decimo Giunio Bruto Albino (in latino Decimus Iunius Brutus Albinus; 85/80 a.C. – 43 a.C.) è stato un politico e generale romano, noto per essere stato uno dei congiurati che assassinarono Giulio Cesare alle idi di marzo del 44 a.C..

## Biografia

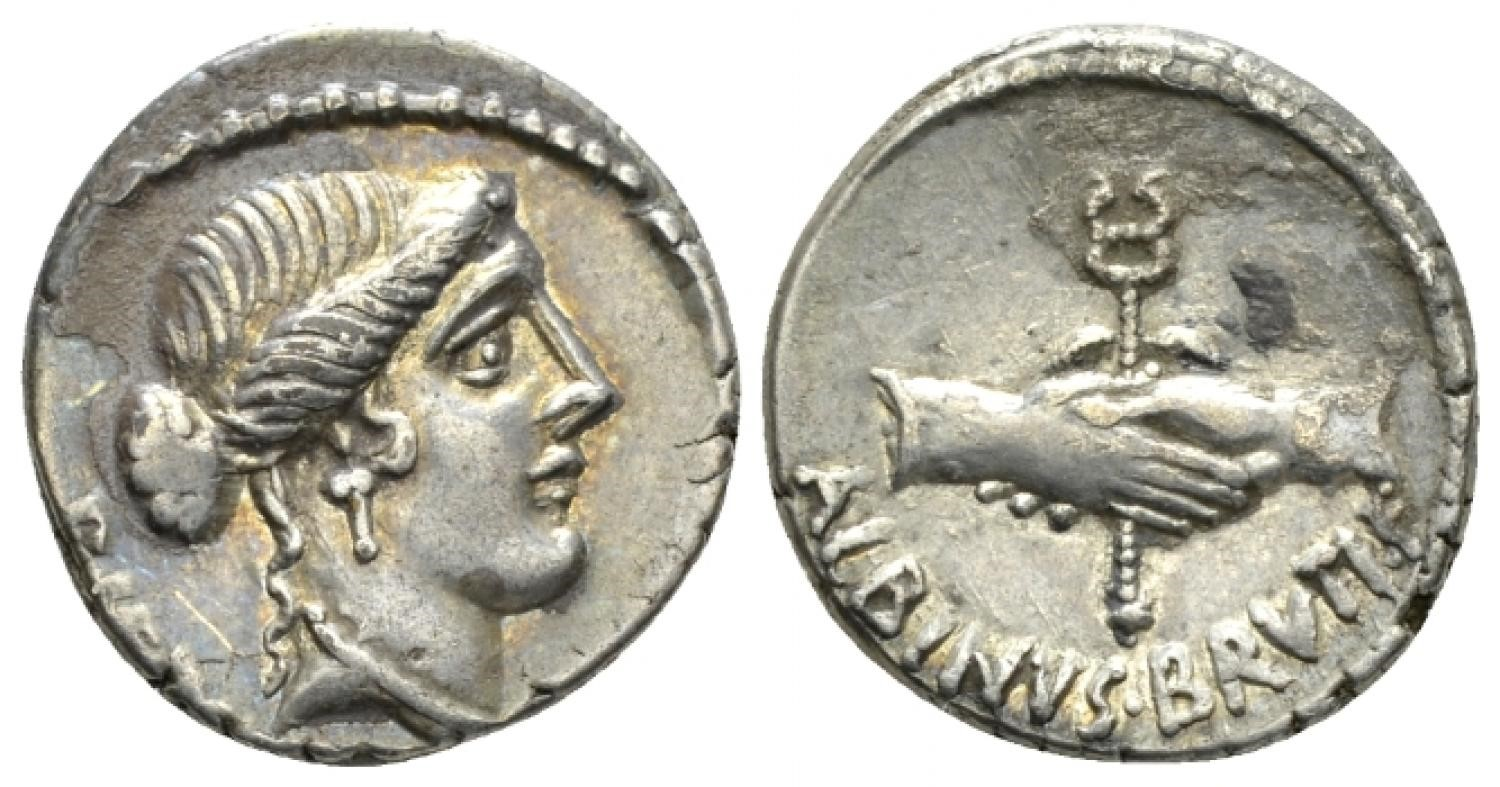

### Giovinezza
Era figlio del Decimo Bruto che era stato console nel 77 a.C. ed era forse stato adottato da un Postumio Albino. Decimo Bruto sarebbe nato tra l'85 e l'80 a.C., poiché nel De bello Gallico Cesare lo definisce adulescens, termine che indicava che egli non aveva ancora raggiunto l'età per diventare questore. In gioventù fu amico, tra gli altri, di Publio Clodio Pulcro e di Marco Antonio.

### Guerre in Gallia
Decimo fu uno dei legati di Cesare durante le guerre in Gallia e nel 56 a.C. comandò la flotta durante la guerra contro i Veneti. Fu lui a comandare la flotta romana durante gli scontri decisivi che causarono la distruzione della flotta dei Veneti, anche grazie all'utilizzo delle passerelle uncinate che permettevano ai romani di trasformare una battaglia navale in un corpo a corpo tra i soldati. Nel 52 a.C., nel corso della sollevazione generale guidata da Vercingetorige, dapprima comandò la cavalleria e poi due coorti.

### Guerra civile
Durante la guerra civile tra ottimati e popolari, Decimo si schierò con i popolari di Cesare, e ancora una volta gli furono affidate operazioni navali. Fu infatti Decimo a comandare alla vittoria la flotta romana nelle due battaglie navali di Marsiglia e di Tauroento, vittorie che permisero ai cesariani di mantenere il blocco sulla città di Massalia e di ottenerne la resa.
È probabile che dal 48 al 46 a.C. sia stato governatore della Gallia Comata. Fu pretore nel 45 a.C.

### Idi di marzo

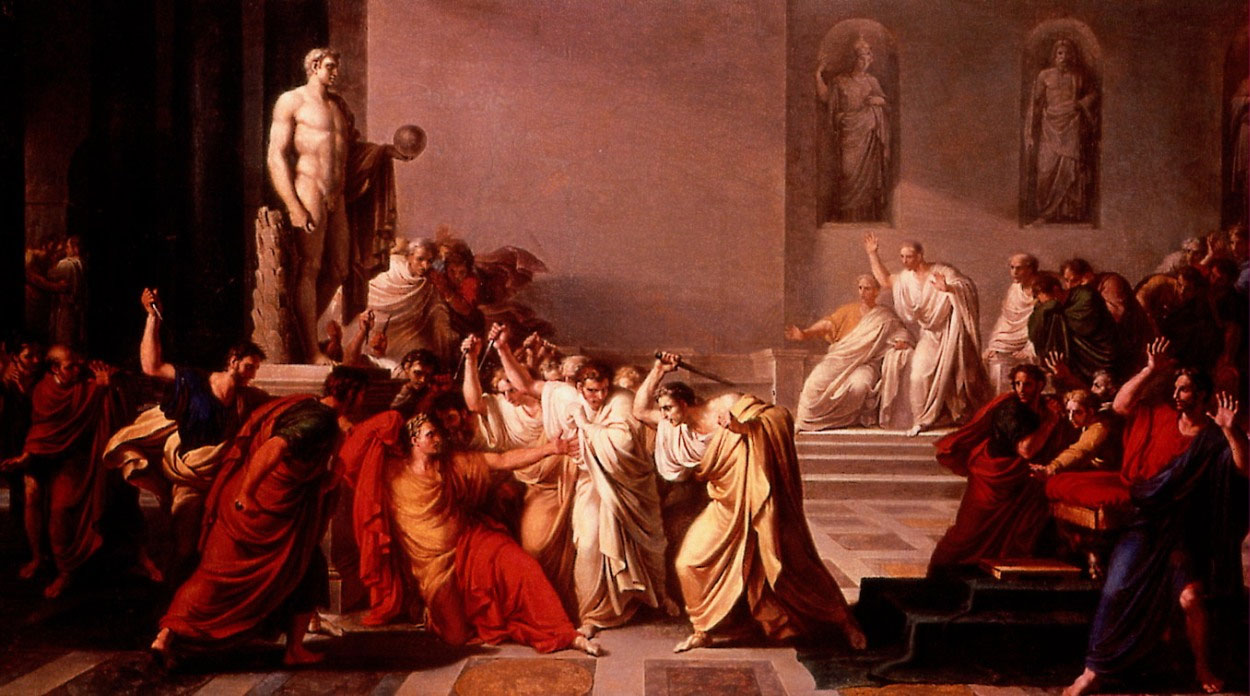
Bruto, Cassio e i congiurati pugnalano Giulio Cesare in un dipinto di Vincenzo Camuccini (1798), Roma: Galleria Nazionale di Arte Moderna.

Quando Cesare, vincitore della guerra civile, tornò a Roma e divenne dictator, Decimo Bruto si unì alla cospirazione contro Cesare, convinto da Marco Giunio Bruto, senza che Cesare lo sospettasse di alcunché, tanto che Decimo Bruto fu da lui menzionato nel suo testamento.
Nel 44 a.C. fu nominato pretore peregrino da Cesare, per essere destinato ad essere governatore romano della Gallia Cisalpina nell'anno successivo e designato dal dittatore stesso al consolato del 42 a.C. al cui posto si insediò poi il triumviro Marco Emilio Lepido.
Alle Idi di marzo, quando Cesare sembrava deciso di non recarsi al Senato su pressione della moglie Calpurnia, che aveva avuto cattivi presagi, fu Decimo Bruto a convincere il dittatore ad andare in Senato, allontanando le preoccupazioni della moglie. Quando Cesare arrivò nell'aula del Senato, fu attaccato e assassinato dai cospiratori. Secondo Nicolao di Damasco, Decimo Bruto fu il terzo a colpire Cesare, pugnalandolo di lato.

### Conseguenze
Gli assassini, il giorno successivo, usufruirono di un'amnistia concessa da Marco Antonio, console con Cesare, su proposta di Cicerone, princeps senatus. Ma la situazione non si pacificò in città, poiché la popolazione di Roma ed i legionari di Antonio chiedevano la punizione per i cospiratori.
I cospiratori decisero allora di mantenere un profilo basso e Decimo sfruttò il suo incarico di pretore peregrino per stare lontano da Roma. Ma la situazione per i cospiratori non migliorava, per cui, all'inizio del 43 a.C., Decimo si recò nella provincia assegnatagli della Gallia Cisalpina ed iniziò ad arruolare un proprio esercito.
Allora il Senato romano, ormai egemonizzato da Antonio, gli ordinò di cedere la provincia a Marco Antonio, ma egli rifiutò; questo rifiuto offrì ad Antonio il pretesto per dichiarare Decimo nemico pubblico, riconquistando così (almeno in parte) il favore dei romani, che chiedevano la punizione per i cesaricidi, e la possibilità di ottenere, su decreto del Senato, il controllo della Gallia Cisalpina.
Nel 43 a.C. Decimo occupò Mutina (l'odierna Modena), nella previsione di dover combattere una lunga guerra. Antonio bloccò in città le truppe di Decimo, con l'intenzione di prenderle per fame.
Intanto, però, in senato, anche su istigazione di Cicerone, si stava formando una fazione contraria a Marco Antonio e favorevole ad Ottaviano, il futuro imperatore Augusto, diciannovenne erede di Cesare. Il senato revocò l'assegnazione a Marco Antonio della Gallia Cisalpina e incaricò quindi i consoli di quell'anno, Aulo Irzio e Gaio Vibio Pansa, di marciare contro di lui. Ottaviano, appositamente nominato alla carica di propraetor, accompagnò i consoli con milizie a lui fedeli, costituite da veterani di Cesare, tra cui la legione V Macedonica.
Il 14 aprile si combatté la battaglia di Forum Gallorum; Marco Antonio ebbe inizialmente la meglio sulle forze del console Vibio Pansa (che, ferito gravemente, morirà alcuni giorni dopo a Modena), ma nella serata le sue legioni vittoriose furono sorprese e sconfitte a loro volta dalle forze inviate in soccorso dall'altro console Aulo Irzio.
La settimana successiva, il 21 aprile, si svolse una seconda battaglia, battaglia di Mutina, dove Antonio fu nuovamente sconfitto, ma dove anche il secondo console, Irzio, trovò la morte mentre combatteva in prima linea all'interno degli accampamenti nemici. A questo punto Antonio si ritirò, temendo di essere a sua volta posto sotto assedio dalle forze nemiche.
Decimo Bruto prudentemente ringraziò Ottaviano, diventato comandante delle legioni che avevano sconfitto Antonio e lo avevano liberato dall'assedio; Ottaviano, freddamente rispose che era venuto per opporsi ad Antonio, non per salvare uno degli assassini di Cesare.
Dopo il colpo di Stato con il quale Ottaviano costrinse il senato, con la minaccia dell'esercito, a nominare consoli suffetti (in sostituzione di Panza e Irzio morti nella guerra contro Antonio) lui e suo cugino Quinto Pedio (decisione poi sancita da elezioni suppletive nell'agosto del 43 a.C.), l'emanazione della lex Pedia che istituiva un tribunale speciale per gli assassini di Cesare, e la nascita del secondo triumvirato tra Ottaviano, Antonio e Lepido (settembre 43 a. C.), la situazione di Decimo divenne insostenibile: le sue legioni disertarono per unirsi a quelle di Antonio e di Ottaviano, per cui egli decise di fuggire dalla città con l'intenzione di raggiungere Marco Giunio Bruto e Gaio Cassio Longino che si trovavano nella provincia romana della Macedonia. Ma durante la sua fuga, mentre si trovava nel territorio dei Galli, fu catturato ed ucciso da un capo Gallo fedele ad Antonio, diventando così il terzo cesaricida ad essere ucciso dopo Gaio Trebonio e Ponzio Aquila.

## Letteratura successiva
- Nel Giulio Cesare di William Shakespeare, Decimo Bruto è erroneamente chiamato Decio Bruto.

## Decimo Bruto nella cultura di massa
Decimo Bruto (o Decio) è il principale antagonista insieme a Marco Antonio del videogioco di ruolo per PlayStation 2 Shadow of Rome.